# (Now and Then There's) A Fool Such as I
(Now and Then There's) A Fool Such as I è una canzone popolare scritta da Bill Trader e pubblicata nel 1952. Fu eseguita da Hank Snow e raggiunse la quarta posizione della classifica country all'inizio del 1953.
Alla prima versione originale di Snow seguirono delle cover di differenti artisti e generi musicali come Jo Stafford, Elvis Presley, Bob Dylan e Baillie & the Boys.

## Altre Versioni

### Jo Stafford
La registrazione del brano da parte di Jo Stafford fu prodotta dalla Columbia Records con il numero di catalogo 39930. Raggiunse la Billboard Best Seller chart il 28 febbraio 1953 al numero 20 solo per una settimana.

### Elvis Presley
La versione registrata da Elvis Presley e pubblicata nel singolo (Now and Then There's) A Fool Such as I/I Need Your Love Tonight, di cui inizialmente doveva essere il lato B, fu un grande successo che raggiunse la posizione n°1 in Gran Bretagna e il secondo posto negli Stati Uniti (1959).
Nella classifica R&B arrivò al sedicesimo posto caratterizzato dai cori di sottofondo dei Jordanaires.

### Petula Clark
Petula Clark fece una versione di questa canzone in francese intitolata Prends mon Cœur, che ebbe molto più successo in Francia della stessa versione di Elvis Presley, raggiungendo la posizione n°9 della classifica.

### Bob Dylan
Nel 1967, Bob Dylan registrò la canzone durante le sessioni per i Basement Tapes.Nonostante non fu mai ufficialmente pubblicato, il brano fu ampiamente contrabbandato, tanto che alla fine Dylan stesso lo registrò una seconda volta nel 1969, questa volta pubblicando il singolo nel 1973 dalla Columbia Records nell'album Dylan e successivamente in The Bootleg Series Vol. 11: The Basement Tapes Complete nel 2014.

### Baillie & the Boys
Nel 1990 Baillie & the Boys pubblicò la canzone tratta dall'album The Lights of Home. Questa versione, prodotta sotto il titolo Fool Such as I raggiunse il n°5 della "Billboard Hot Country Singles Chart". Fu l'ultima canzone ad entrare nella Top 10 nella storia dei trio musicale.